# 云南葡萄
云南葡萄（学名：Vitis yunnanensis）为葡萄科葡萄属的植物。分布于中国大陆的云南等地，生长于海拔500米至1,800米的地区，一般生长在疏林中，目前尚未由人工引种栽培。
种加词 yunnanensis 意为“云南的”。